# Description of a Career
DOAC: Description Of A Career (Descripción de una Carrera) es una extensión del vocabulario Friend Of A Friend (FOAF), creada por Ramón A. Parada, que permite compartir un curriculum de forma que pueda ser procesado por cualquier aplicación. Ha sido diseñado para ser compatible con el currículum europeo (Europass) así que este puede ser generado a partir de un archivo FOAF+DOAC. Incluye información sobre educación, experiencia laboral, publicaciones, idiomas y otras habilidades.

## Ejemplo
```
<foaf:Person>
   <foaf:name>Ramon Antonio Parada</foaf:name>
   <foaf:mbox rdf:resource=\"mailto:rap@ramonantonio.net\" />
   <foaf:homepage rdf:resource=\"{{Enlace roto|1=http://ramonantonio.net/ |2=http://ramonantonio.net/ |bot=InternetArchiveBot }}\" />
	
   <doac:curriculum>

      <doac:employment>software developer</doac:employment>
	
      <doac:experience>
         <doac:title>Website Mantainer</doac:title>
	
         <doac:organization>Equus Zebra</doac:organization>

         <doac:dateBegins>2000-06-15</doac:dateBegins>
         <doac:dateEnds>2000-06-15</doac:dateEnds>
      </doac:experience>
	
      <doac:education>
         <doac:title>Systems Engineer</doac:title>

         <doac:organization>University of a Corunha</doac:organization>
         <doac:dateBegins>2000-06-01</doac:dateBegins>
	
         <doac:dateEnds>2000-06-15</doac:dateEnds>
      </doac:education>

	
      <doac:skill>
         <doac:spokenLanguage>
            <doac:language>es</doac:language>
	
            <doac:reads>Native</doac:reads>
            <doac:writes>Native</doac:writes>

            <doac:speaks>Native</doac:speaks>
         </doac:spokenLanguage>
	
      </doac:skill>
	
      <doac:skill>
         <doac:spokenLanguage>

            <doac:language>en</doac:language>
            <doac:reads>High</doac:reads>
	
            <doac:writes>High</doac:writes>
            <doac:speaks>High</doac:speaks>

         </doac:spokenLanguage>
      </doac:skill>
	
      <doac:skill>
         <doac:drivingLicense>Yes</doac:drivingLicense>
      </doac:skill>

   </doac:curriculum>
</foaf:Person>

```